# فايشيو
فايشيو، (بالإنجليزية: Faicchio)‏، هي قرية صغيرة و(بلدية) في مقاطعة بينيفينتو في منطقة كامبانيا الإيطالية، وتقع على بعد حوالي 50 كم شمال شرق نابولي، وحوالي 30 كم شمال غرب بينيفينتو.

## السكان
في سنة 1861 بلغ عدد السكان 3٬439 نسمة، وتطور العدد ليصل في سنة 2011 لـ 3٬698 نسمة.
يظهر هذا المخطط البياني تطور النمو السكاني لـ فايشيو

## أعلام
- يوجينيو بيانكي